# グルカルピダーゼ
グルカルピダーゼ（Glucarpidase）はメトトレキサート (MTX) を分解する酵素である。腎機能低下等の基礎疾患により薬剤排泄能が低い患者患者にMTXを用いた治療を行う際、その血中濃度が異常に上昇した場合の解毒薬として点滴静注用製剤の形で用いられる。本剤はMTXの薬効を阻害する可能性があるため、腎機能が正常に近い患者やMTX血清濃度が正常な患者への使用は推奨されない。本剤が承認される以前のMTXに対する主な解毒薬は高用量のフォリン酸だったが、排泄されたMTXの尿細管への沈着による腎不全が起こる可能性があった。グルカルピダーゼはフォリン酸も分解するため、この二剤を互いに2時間以内に投与してはならない。

## 効能・効果
メトトレキサート・ロイコボリン救援療法によるメトトレキサート排泄遅延時の解毒

## 副作用
重大な副作用として、過敏症（6.7%）が知られている。

## 薬理
細菌酵素カルボキシペプチダーゼG2の組換え体で、MTXをグルタミン酸と2,4-ジアミノ-N-(10)-メチルプテロイン酸に変換する。これらは一般に毒性が非常に弱く、肝臓で代謝され尿中に排泄される。小児がん患者に対するある症例集積研究では、MTXによる急性腎障害のグルカルピダーゼを用いた治療後、MTXの大量投与を再開出来る事が判明している。

## 承認
2021年9月、日本で医師主導治験の結果等を元に承認された。2020年8月には希少疾病用医薬品に指定されていた。
欧州医薬品庁（EMA）の欧州医薬品委員会（CHMP）は2021年11月、血漿中MTX濃度が毒性を及ぼすほど上昇した際の低減という例外的状況での使用について承認勧告を採択した。

## 参考資料
1. 1 2  “メグルダーゼ静注用1000 添付文書”. www.info.pmda.go.jp. 2022年1月28日閲覧。
2. ↑  “Glucarpidase to combat toxic levels of methotrexate in patients”. Therapeutics and Clinical Risk Management 8:  403–13. (2012). doi:10.2147/TCRM.S30135. PMC 3511185. PMID 23209370.
3. ↑  “Resumption of high-dose methotrexate after acute kidney injury and glucarpidase use in pediatric oncology patients”. Cancer 118 (17):  4321–30. (September 2012). doi:10.1002/cncr.27378. PMC 3713608. PMID 22252903.
4. ↑  “グルカルピダーゼ（遺伝子組換え）「メグルダーゼⓇ」 製造販売承認取得のお知らせ”. 2022年1月29日閲覧。
5. ↑  “グルカルピダーゼ（遺伝子組換え）「OP-07」 希少疾病用医薬品指定のお知らせ”. 2022年1月29日閲覧。
6. ↑  “Voraxaze: Pending EC decision”. European Medicines Agency (2021年11月11日). 2021年11月13日閲覧。 Text was copied from this source which is copyright European Medicines Agency. Reproduction is authorized provided the source is acknowledged.